# Адамауа (щат)
Адамауа е щат във Нигерия с площ 36 917 км2 и население 3 855 172 души (2007). Административен център е град Йола.

## Население
Населението на щата през 2007 година е 3 855 172 души, докато през 1991 година е било 2 124 049 души.